# 寅次郎的故事38 知床旅情
《寅次郎的故事38 知床旅情》（日语：男はつらいよ 知床慕情）是一部1987年上映的日本喜剧电影，亦是《寅次郎的故事系列》的第三十八部剧场版作品。由山田洋次导演，渥美清、倍赏千惠子、前田吟、下条正巳、三崎千惠子、三船敏郎及竹下景子等等主演。于1987年8月15日上映。

## 剧情简介
在旅途中，寅次郎随着老医生的车来到了他住的村子，老人只有一个女儿玲子，因为她嫁给了一位来自东京的平庸的男人，老人看不上这个人，所以自从玲子出嫁后，她就没有回过家。现在她结束了这段婚姻，回到了父亲身边，和性格怪异的父亲重新见面，幸亏有寅次郎在一旁缓和气氛，父女二人才没有争吵。对于这位老人，大家都敬重他，却也拿他的坏脾气没有办法。平时只有酒吧里的阿姨在照顾他，而他却始终说不出心中的真爱，阿姨几乎要放弃了。在寅次郎的帮助下，他们利用野餐会的机会，使老人终于表白了内心，留住了想回家乡的阿姨。玲子在东京找到了工作，她来到寅屋，见到了那里的热心人。

## 主要演员
- 车寅次郎：渥美清
- 诹访樱：倍赏千惠子
- 玲子：竹下景子
- 车龙造（叔叔）：下条正巳
- 车つね（姑妈）：三崎千惠子
- 诹访博：前田吟
- 桂梅太郎（社长）：太宰久雄
- 源公：佐藤蛾次郎
- 诹访满男：吉冈秀隆
- 桂明美：美保纯
- 船长：须磨启
- 诚（船员）：赤塚真人
- 酒店的第二代：冷泉公裕
- 文男（漁协理事）：油井昌由树
- 医者：尾形一成
- ゆかり：牧野佐代子
- 公寓房东：笹野高史
- 御前样：笠智众
- 悦子：淡路惠子
- 上野顺吉：三船敏郎

## 奖项
该电影荣获第11届日本电影金像奖的2个提名奖项，包括最佳男配角奖和最佳女配角奖。
- 第11届日本电影金像奖最佳男配角奖／三船敏郎
- 同・最佳女配角奖／淡路惠子
- 第42届每日电影奖日本电影大奖
- 同・最佳男配角奖／三船敏郎
- 第61届电影旬报BEST10第6位
- 第30届蓝丝带奖最佳男配角奖／三船敏郎
- 第5届金十字奖优秀银奖
- 第3届文化厅艺术作品奖
- 第16届文化厅最佳电影

### 英文
- . 英国电影协会.   [2015-09-15]. （原始内容存档于2012-10-18） （英语）.
- . Complete Index to World Film.   [2015-09-15]. （原始内容存档于2015-09-23） （英语）.
- 互联网电影数据库（IMDb）上《Otoko wa tsurai yo: Shiretoko bojô (1987)》的资料（英文）
- Galbraith IV, Stuart. . DVD Talk. 2008-12-31  [2015-09-15]. （原始内容存档于2015-09-06） （英语）.

### 德文
- . www.molodezhnaja.ch.   [2015-09-15]. （原始内容存档于2013-05-20） （德语）.

### 日文
- . www.allcinema.net.   [2015-09-15]. （原始内容存档于2015-05-18） （日语）.
- . 日本电影院数据库（日本文化厅）.   [2015-09-15]. （原始内容存档于2012-03-11） （日语）. 外部链接存在于|publisher= (帮助)
- . 日本电影数据库.   [2015-09-15]. （原始内容存档于2016-03-03） （日语）.
- . 电影旬报.   [2015-09-15]. （原始内容存档于2012-03-24） （日语）.

### 中文
- . 豆瓣电影.   [2015-09-15]. （原始内容存档于2016-03-08）.